# Wizkid (spel)
Wizkid is een computerspel voor de Amiga, Atari ST en IBM Personal Computers. Het spel werd ontwikkeld door Sensible Software en in 1992 uitgebracht door Ocean Software. Officieel is het spel het vervolg op Wizball dat door dezelfde bedrijven werd ontwikkeld en uitgegeven. In het spel bestuurt de speler Wizkid. Het spel wijkt op een aantal punten af van zijn voorganger. Zo scrolt het spel niet en stuitert Wizkid niet. Het spel is singleplayer en van het genre actiespel. Het perspectief wordt getoond in de derde persoon.

## Levels
Het spel telt negen levels:
1. Sunset Wizoward, een normaal rustig landschap
2. Ahoy Wiz Maties, een gezonden zeilschip onder water
3. Mount Wizimanjaro, een vulkaan
4. Elementree my dear Wizkid, een gigantische boom
5. The Ghost of Wizkid Past, een begraafplaats
6. Wizkid and the Wizball Mystery, een shoot 'em up spel gelijkwaardig aan het bonusspel in Wizball.
7. Wizkid goes to the Circus, een circus
8. Wizkid meets Dog Girl, een vrouw die blaft als een hond.
9. Jailhouse Wiz, een gigantische schildpad met een gevangenis op zijn rug

## Ontvangst
Het spel werd overwegend positief ontvangen:
| Beoordeeld door            | Jaar | Platform | Score |
| -------------------------- | ---- | -------- | ----- |
| Le Geek                    | 2003 | Amiga    | 100%  |
| Svenska Hemdatornytt       | 1992 | Amiga    | 94%   |
| Amiga Format               | 1992 | Amiga    | 93%   |
| ST Format                  | 1992 | Atari ST | 92%   |
| Amiga Action               | 1992 | Amiga    | 88%   |
| CU Amiga                   | 1992 | Amiga    | 81%   |
| Datormagazin               | 1992 | Amiga    | 79%   |
| SAM – Svenska Amigamagazin | 1992 | Atari ST | 71%   |
| Power Play                 | 1992 | Amiga    | 68%   |
| Power Play                 | 1992 | DOS      | 68%   |
| PC Games (Duitsland)       | 1992 | DOS      | 68%   |
| Amiga Joker                | 1992 | Amiga    | 67%   |
| PC Player (Duitsland)      | 1992 | DOS      | 36%   |

Door Amiga Power werd het spel ingedeeld als 31e op de ranglijst van top 100 van beste spellen voor de Amiga.